# Vaterpolski klub Pharos
Vaterpolski klub Pharos je vaterpolski klub iz Staroga Grada.

## Klupski uspjesi
1980. je klub ušao u 2. ligu.

## Zanimljivosti
Rekord gledanosti je imao 26. kolovoza 1979., kada su u kvalifikacijama za drugu saveznu ligu igrali utakmicu u Herceg-Novome protiv "Budve" pred više od tisuću gledatelja, mahom "Budvinih" navijača (izgubili su 10:12).